# Drapeau du District de Columbia
Le drapeau du District de Columbia (en anglais Flag of the District of Columbia) est l'un des emblèmes officiels de District de Columbia, le district fédéral des États-Unis. Le drapeau se compose de trois étoiles rouges au-dessus de deux bandes rouges sur fond blanc. Il correspond aux armoiries de la famille de George Washington. En héraldique, les étoiles sont appelées « mullets », mot archaïque ayant pour étymologie « molettes » (comme celles des éperons).
Pendant presque un siècle, le District de Columbia n'a pas de drapeau officiel mais arbore plusieurs bannières non officielles et habituellement le drapeau de la Garde nationale du District de Columbia. En 1938, le Congrès établit une commission afin de choisir une conception officielle et originale. La commission organise une compétition publique, et choisit la soumission du graphiste Charles A. R. Dunn, qui propose sa conception pour la première fois en 1921. Sa conception est officiellement adoptée le 15 octobre 1938.

Armoiries de la famille de George Washington dont découle le drapeau du District de Columbia.
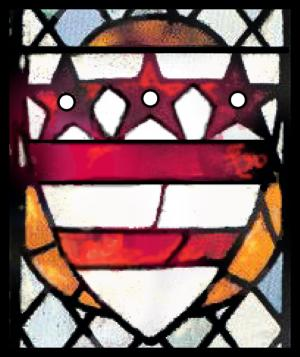
Armoiries de George Washington en vitrail dans l'abbaye de Selby.